# Betriebskostenspiegel
Ein Betriebskostenspiegel ist eine Statistik über die Betriebskosten bei vermieteten Wohnungen in Deutschland (Mietnebenkosten).

## Betriebskostenspiegel des Deutschen Mieterbunds
Der Deutsche Mieterbund (DMB) und seine Landesverbände haben erstmals für das Jahr 2004 Betriebskostenspiegel für die Bundesrepublik Deutschland und für die einzelnen Bundesländer veröffentlicht. Die Auswertung wird jährlich neu erstellt.
Diese Zahlen haben rein informatorischen Charakter. Sie sind für Mieter und Vermieter insoweit aber auch rechtlich von Bedeutung, als sie bei der Prüfung einer Betriebskostenabrechnung zur Überprüfung der Wirtschaftlichkeit herangezogen werden können. Auffällige „Ausreißerwerte“ können so leicht erkannt werden. Hieraus kann aber nicht zwingend darauf geschlossen werden, die Betriebskosten für ein Objekt wären überhöht gewesen. Es ist immer eine Prüfung im Einzelfall vorzunehmen. Die Wirtschaftlichkeit ist nicht schon dadurch verletzt, dass die Werte in einer Betriebskostenabrechnung von den Durchschnittswerten in einem Betriebskostenspiegel abweichen.
Die Betriebskostenspiegel weisen untere Grenzwerte, Durchschnittswerte und obere (kritische) Grenzwerte in Euro pro Quadratmeter Wohnfläche monatlich aus. Die Auswertung zeigt erhebliche regionale Unterschiede.

## Weitere Betriebskostenspiegel
Neben dem Betriebskostenspiegel des Deutschen Mieterbunds gibt es mittlerweile auch andere Übersichten, in denen Angaben über Betriebskosten in bestimmten Regionen gemacht werden. Vielfach werden sie von werbefinanzierten Verbraucherportalen im Internet veröffentlicht, deren Unabhängigkeit problematisch ist. Deshalb sollte beim kritischen Umgang mit Betriebskostenspiegeln auch darauf geachtet werden, welche Organisation den Spiegel aufgestellt hat und welche Ziele sie damit verfolgt.
Hiervon zu unterscheiden sind Betriebskostenspiegel, die teilweise von den Gemeinden aufgestellt werden und die Betriebskosten für Bauwerke bestimmten Alters oder bestimmter Ausstattung im Stadtgebiet ausweisen. Diese können – ähnlich Mietspiegeln – repräsentative Aussagen ermöglichen. Im Gegensatz zu Mietspiegeln kommt ihnen jedoch keinerlei rechtliche Bindungswirkung zu.
Speziell für die Heizkosten von Immobilien werden sogenannte Heizspiegel oder Heizkostenspiegel erstellt. Hinter dem Heizspiegel steht das Bundesumweltministerium. Ziel ist die Förderung umweltbewussten Heizens und damit die Senkung des Kohlendioxid-Ausstoßes.

## Bedeutung von Heizkostenspiegeln für die Grundsicherung
Das Bundessozialgericht hatte 2013 über die Bedeutung von Betriebskostenspiegeln für die Bezieher von Arbeitslosengeld II zu entscheiden. Die Betriebskosten gehören zu den Kosten der Unterkunft und müssen daher vom Träger der Grundsicherung übernommen werden, soweit sie angemessen sind (§ 22 SGB II). Nach der Auffassung des Gerichts ist aus Heizkostenspiegeln keine Höchstgrenze zu entnehmen, aus der sich die Angemessenheit oder die Unangemessenheit von Heizkosten in einer Betriebskostenabrechnung unmittelbar ablesen ließe. Liegen die Heizkosten oberhalb eines Werts in einem bundesweiten oder in einem kommunalen Heizkostenspiegel, so sei dies nur ein erster Anhalt („Indiz“) für die fehlende Angemessenheit im Allgemeinen. Das schließe aber die Übernahmepflicht des Grundsicherungsträgers hinsichtlich dieser Kosten noch nicht aus. Es liege dann bei dem Betroffenen darzulegen, weshalb die Kosten in seinem Fall höher lagen als in dem Heizkostenspiegel und warum sie dennoch „angemessen“ waren. Das gilt auch, wenn der Heizkostenspiegel nur Wohnungen mit Zentralheizung erfasst und die betreffende Wohnung mit Öfen beheizt wird.